# 745 Mauritia
745 Mauritia
745 Mauritia là một tiểu hành tinh ở vành đai chính. Nó được Franz Kaiser phát hiện ngày 01.3.1913 ở Heidelberg, và được đặt theo tên thánh Mauritius, thánh bổn mạng nhà thờ ở Wiesbaden (Đức)